# الكتابة والتناسخ
الكتابة والتناسخ هوكتاب نقدي من تأليف عبد الفتاح كيليطو الحاصل على جائزة الملك فيصل العالمية في اللغة العربية والأدب عام 2023، صدر لأول مرة عام 1985، ويتناول فيه مفهوم "المؤلف" في الثقافة العربية التقليدية من خلال دراسة العلاقة بين التأليف والتقليد، والانتحال والإبداع. يحلل كيليطو ظاهرة التكرار في الأدب العربي، خصوصًا في الشعر الجاهلي، ويطرح تساؤلات حول غياب شخصية "المؤلف" بوصفه ذاتًا مستقلة في التراث العربي.

## محتوى الكتاب
يبدأ الكتاب بتمهيد يناقش فيه المؤلف مسألة سلطة النص في الثقافة العربية، مسلطًا الضوء على أهمية نسبته إلى مؤلف معروف حتى يحظى بالاعتراف والتداول.
- الفصل الأول: تناسخات الشعرية يتناول هذا الفصل العلاقة بين الإبداع والتقليد في الشعر العربي، مركزًا على جدلية النسيان والذاكرة، ويُفتتح بمثال من شعر عنترة بن شداد.
- الفصل الثاني: التبني يُناقش كيليطو مفاهيم مثل السرقة الأدبية، والاقتباس، والتضمين، والتلميح، والتصرف في النصوص، موضحًا الفروق الدقيقة بين هذه الظواهر في الموروث الأدبي.
- الفصل الثالث: تستهدف العديد من الأفراد يركز هذا الفصل على تداول بعض الأبيات أو الأقوال بين الشعراء، واستخدامها المتكرر في سياقات متعددة، مثل المدح، أو الهجاء، أو الرثاء.
- الفصل الرابع: طرق الحديث يتطرق إلى التمييز بين الأحاديث النبوية الصحيحة والموضوعة، وعلاقتها بمسألة التدوين والسند، مشيرًا إلى تشابه ذلك مع قضايا التناسخ النصي في الثقافة الأدبية.
- الفصل الخامس: الشعر والصيرفة يستعرض فيه كيليطو بعض الشبهات المثارة حول صحة نسبة الشعر الجاهلي لشعرائه، ويتناول مسألة التمييز بين الأصالة والانتحال، وما يترتب عن ذلك من إشكالات في تحديد الهوية الأدبية.
- الفصل السادس: النوادر يناقش هذا الفصل مكانة النوادر في الأدب العربي، ومدى ارتباطها بالشخصيات المنسوبة إليها، كما يتناول قصائد الغزل متسائلًا عما إذا كانت موجهة لنساء حقيقيات أم لمتلقين متخيلين.
- الفصل السابع: الجاحظ ومسألة التزييف يعالج الفصل قضية نسبة المؤلفات لمؤلفين مجهولين أو قدماء، متسائلًا عن دوافع النسبة الزائفة، وإمكانية ندم المؤلف الحقيقي على ذلك لاحقًا، من خلال مثال الجاحظ.
- الفصل الثامن: رسالة من وراء القبر يتضمن هذا الفصل حكايات غريبة وردت في كتب التراث، ومنها قصة رجل يُعثر على رسالة في يده أثناء تغسيله، ما يفتح الباب لتحليل النص وتحقيق نسبته وصدقه.
- الفصل التاسع: الصوت وترس الشفاف يركز على الطبيعة الشفاهية للثقافة العربية في بداياتها، وعلى أهمية الصوت في نقل النصوص وبقائها، مستعرضًا سير شخصيات مثل واصل بن عطاء وأبي عطاء السندي كمثالين على تجاوز المأساة الشخصية عبر الأدب والخطابة.

يختم كيليطو كتابه بتأملات حول ظاهرة "المستنبح" في الثقافة العربية القديمة، ويتساءل عن إمكان نسيان اللغة، ضمن سلسلة من التساؤلات التي يطرحها بشكل غير مباشر ودون تقديم إجابات قاطعة.

## اقتباس
يقول كيليطو في مقدمة كتابه:
حدث يوماً ( وهذا منذ ما يزيد على عشرين سنة) أن توجه تلميذ من السنة الأولى للثانوي، صحبة رفيقين أو ثلاثة، نحو أستاذ اللغة الفرنسية عند نهاية الدرس، ليلقي عليه السؤال التالي: هل ينبغي عند قراءة كتاب (رواية)، استذكار اسم المؤلف، فضلاً عن الحكاية؟ ورغبة في الإفادة أجاب الأستاذ وأصغى التلميذ للإجابة الطويلة بكل عناية....

عشرين سنة فيما بعد، أطلع تلميذنا بعض أصدقائه على ما حدث، فسألوه والابتسامة على شفاههم ماذا كان جواب أستاذ اللغة الفرنسية؟ فاجأه السؤال وحيره فقد غاب الجواب عن ذهنه نهائياً. بوده اليوم لو رأى الأستاذ. وبما أن الأمر متعذر، قرّر أن يبحث عن الجواب في مكان آخر عند شعراء الثقافة العربية الكلاسيكية و نقادها. هذا الجواب الجديد، الذي لا يخلو من حيرة وتعقيد، هو ما يشكل مادة هذا الكتاب.
1. ↑  mouhcine (8 يناير 2023). "عبد الفتاح كيليطو". Hespress - هسبريس جريدة إلكترونية مغربية. مؤرشف من الأصل في 2023-05-06. اطلع عليه بتاريخ 2025-07-06.
2. ↑  التحرير، هيئة. "الروائي والناقد المغربي عبد الفتاح كيليطو يتوج بجائزة الملك فيصل للغة العربية والأدب". 24saa.ma. مؤرشف من الأصل في 2023-01-05. اطلع عليه بتاريخ 2025-07-06.
3. 1 2  عبد الفتاح كيليطو (2022). الكتابة والتناسخ، المؤلف في الثقافة العربية. ترجمة: عبد السلام بنعبد العالي. منشورات المتوسط. ISBN:9791280738585.
4. 1 2 3  الكتابة والتناسخ عبد الفتاح كليطوdf.
5. ↑  "الكتابة والتناسخ". almutawassit.it (بالإنجليزية). Archived from the original on 2022-11-07. Retrieved 2025-07-06.